# 上野展裕
上野展裕（1965年8月26日—），前日本足球運動員，並參加1988年亞洲盃足球賽。

## 俱乐部生涯
1989年，上野展裕在全日空开始足球生涯，1991年转会至廣島三箭。